# Matthew Hudson-Smith
Matthew Hudson-Smith (Wolverhampton, 26 ottobre 1994) è un velocista britannico, medaglia d'argento nei 400 metri piani ai Giochi olimpici di Parigi 2024 e due volte campione europeo della specialità (Berlino 2018 e Monaco di Baviera 2022), di cui è anche il primatista europeo.
Oltre che dei 400 metri piani, detiene anche il record europeo della staffetta 4×400 metri (insieme ai connazionali Alex Haydock-Wilson, Lewis Davey e Charles Dobson).

## Biografia
Prende parte agli europei di Zurigo 2014, dove conquista la medaglia d'argento nei 400 metri piani in 44"75 e un oro nella staffetta 4×400 metri insieme a Conrad Williams, Michael Bingham e Martyn Rooney.
Pur non partecipando nelle gare individuali degli europei di Amsterdam 2016 è selezionato per far parte della staffetta 4×400 metri, in cui coglie un bronzo in 3'01"44 con Rabah Yousif, Delano Williams e Jack Green.
Un mese dopo gareggia nella staffetta 4×400 metri maschile dei Giochi di Rio de Janeiro 2016, assieme ai compagni di squadra Nigel Levine, Delano Williams e Martyn Rooney, ma un suo errore in terza frazione porta alla squalifica dei britannici e costa al quartetto la vittoria delle batterie. A livello individuale compete anche nei 400 m piani, classificandosi ottavo con un tempo di 44"61.
Ai mondiali di Londra 2017 non va oltre le semifinali dei 400 metri piani, mancando di poco la qualificazione. Per lui c'è anche la staffetta 4×400, con la squadra inglese (composta oltre a lui da Rabah Yousif, Dwayne Cowan e Martyn Rooney) capace di cogliere un bronzo in 2'59"00. Al termine della gara il quattrocentista di Wolverhampton attira tuttavia le critiche del compagno di squadra Rooney, che lo accusa di aver saltato le batterie della 4×400 senza fornire alcuna spiegazione. Il 20 luglio a Londra diventa, con il crono di 43"74, il primo atleta europeo ad abbattere il muro dei quarantaquattro secondi sulla distanza. Alle Olimpiadi di Parigi conquista la medaglia d'argento nei 400 metri piani, alle spalle dello statunitense Quincy Hall, ed il bronzo nella staffetta 4x400 metri.

## Progressione

### 400 metri piani
| Stagione | Tempo | Luogo          | Data      | Rank. Mond. |
| -------- | ----- | -------------- | --------- | ----------- |
| 2024     | 43"74 | Londra         | 20-7-2024 |             |
| 2023     | 44"26 | Budapest       | 22-8-2023 |             |
| 2022     | 44"35 | Eugene         | 28-5-2022 |             |
| 2021     | 45"51 | Florida        | 4-4-2021  |             |
| 2020     | 45"55 | Florida        | 4-7-2020  |             |
| 2019     | 45"15 | Birmingham     | 25-9-2019 |             |
| 2018     | 44"63 | Londra         | 21-7-2018 |             |
| 2017     | 44"74 | Londra         | 6-8-2017  |             |
| 2016     | 44"48 | Rio de Janeiro | 13-8-2016 |             |
| 2015     | 45"09 | Oslo           | 11-6-2015 |             |
| 2014     | 44"75 | Zurigo         | 15-8-2014 |             |

## Palmarès
| Anno                                  | Manifestazione          | Sede           | Evento      | Risultato  | Prestazione | Note                                     |
| ------------------------------------- | ----------------------- | -------------- | ----------- | ---------- | ----------- | ---------------------------------------- |
| In rappresentanza della Gran Bretagna |                         |                |             |            |             |                                          |
| 2013                                  | Europei U20             | Rieti          | 200 m piani | Bronzo     | 20"94       |                                          |
| 2013                                  | Europei U20             | Rieti          | 4×400 m     | Bronzo     | 3'05"14     |                                          |
| 2014                                  | Europei                 | Zurigo         | 400 m piani | Argento    | 44"75       | Miglior prestazione personale stagionale |
| 2014                                  | Europei                 | Zurigo         | 4×400 m     | Oro        | 2'58"79     |                                          |
| 2016                                  | Europei                 | Amsterdam      | 4×400 m     | Bronzo     | 3'01"44     |                                          |
| 2016                                  | Giochi olimpici         | Rio de Janeiro | 400 m piani | 8º         | 44"61       |                                          |
| 2016                                  | Giochi olimpici         | Rio de Janeiro | 4×400 m     | Batteria   | dq          |                                          |
| 2017                                  | World Relays            | Nassau         | 4×400 m     | 6º         | 3'03"84     |                                          |
| 2017                                  | Mondiali                | Londra         | 400 m piani | Semifinale | 44"74       | Miglior prestazione personale stagionale |
| 2017                                  | Mondiali                | Londra         | 4×400 m     | Bronzo     | 2'59"00     | Miglior prestazione personale stagionale |
| 2018                                  | Europei                 | Berlino        | 400 m piani | Oro        | 44"78       |                                          |
| 2018                                  | Europei                 | Berlino        | 4×400 m     | Argento    | 3'00"36     | Miglior prestazione personale stagionale |
| 2019                                  | Mondiali                | Doha           | 400 m piani | Batteria   | dnf         |                                          |
| 2022                                  | Mondiali                | Eugene         | 400 m piani | Bronzo     | 44"66       |                                          |
| 2022                                  | Europei                 | Monaco         | 400 m piani | Oro        | 44"53       |                                          |
| 2022                                  | Europei                 | Monaco         | 4×400 m     | Oro        | 2'59"35     | Miglior prestazione personale stagionale |
| 2023                                  | Mondiali                | Budapest       | 400 m piani | Argento    | 44"31       |                                          |
| 2024                                  | World Relays            | Nassau         | 4×400 m     | 6º         | 3'02"62     |                                          |
| 2024                                  | Giochi olimpici         | Parigi         | 400 m piani | Argento    | 43"44       | Record europeo                           |
| 2024                                  | Giochi olimpici         | Parigi         | 4×400 m     | Bronzo     | 2'55"83     | Record europeo                           |
| In rappresentanza dell' Inghilterra   |                         |                |             |            |             |                                          |
| 2014                                  | Giochi del Commonwealth | Glasgow        | 4×400 m     | Oro        | 3'00"46     |                                          |
| 2018                                  | Giochi del Commonwealth | Gold Coast     | 400 m piani | Batteria   | dq          |                                          |
| 2018                                  | Giochi del Commonwealth | Gold Coast     | 4×400 m     | Batteria   | dnf         |                                          |
| 2022                                  | Giochi del Commonwealth | Birmingham     | 400 m piani | Argento    | 44"81       |                                          |